# Blaženka
Blaženka (kyrillisch: Блаженка) ein weiblicher Vorname, der überwiegend in Kroatien, Bosnien und Herzegowina und Serbien verbreitet ist. Die übliche Kurzform lautet Blaža.

## Herkunft
Der Name Blaženka kommt von dem serbischen Wort blažen (kyrillisch: блажена) und bedeutet selige, glückselige.

## Bedeutung
Die Frau mit dem Namen Blaženka soll also demnach zufolge eine glückselige Person sein.

## Verbreitung
Im deutschsprachigen Raum kommt der Vorname Blazenka selten vor. In der Schweiz tragen ihn 107 Personen (Stand 2023). Der Name wurde in Österreich von 1984 bis 2023 nur ein Mal vergeben. In Slowenien wird der Name von 208 Mädchen getragen (Stand 2024).

## Varianten
- als Spitzname: Blaža, Blaga
- in der männlichen Form: Blažen (kyrillisch: Блажен)

## Namensträgerinnen
- Blaženka Divjak (* 1967), kroatische Politikerin, Wissenschaftlerin und Professorin